# جدلية الذات-الموقف
يشير مصطلح جدليّة الذّات – الموقف (بالإنجليزية: Person–situation debate)‏ في علم نفس الشخصية إلى الجدل فيما إذا كان الشخص أو الموقف أكثر تأثيرًا في تحديد سلوك الشخص. يعتقد علماء النفس الباحثين في سمات الشخصية بأن الأفراد يمتلكون شخصيات ثابتة توجّه سلوكهم أثناء المواقف. يجادل الوضعيّون المعارضون لنهج السّمات، بأن الناس ليسوا على ثبات كامل من موقف إلى آخر ليتم وصفهم بسمات شخصية مطلقة.

## جدل الوضعيّين
يُجادل الوضعيّون في عدد من المواضيع، ولكن يمكن تلخيصها جميعها في أربعة فقط وهم:
1. الارتباطات الضعيفة بين مقاييس السلوك والشخصية: في البحث النفسي، تتم مقارنة فيما إذا كانت العلاقات بين المتغيرات موجودة مقارنًة بمُعامِل الارتباط. ناقش ميشيل بأن أثناء مراجعته الأدبية حول أبحاث الشخصية، نادراً ما تجاوزت علاقة الارتباط بين الشخصية والسلوك، أو بين السلوك خلال المواقف النطاق بنسبة 30 – 40. وذلك لأن نسبة الارتباطات قريبة من الصفر، انتهي ميشيل إلى أن ليس لسمات الشخصية أية علاقة بتشكيل السلوك. كان هذا الادعاء ضارًا بشكل خاص بعلم نفس الشخصية وما يزال يطارد العديد من مجالات أبحاث علم النفس اليوم.[3]
2. صحة مقاييس التقرير الذاتي وإجراءات التقييم السريري: أُجريت معظم الدراسات التي قام بها ميشيل ضمن بيئات مختبرية. ونادرًا ما تمّ تحليل السلوك ضمن بيئات طبيعية. تمحور الادعاء حول أن علماء النفس الباحثين في سمات الشخصية لم يكافحوا بشكل كافٍ قضايا تباين النُّهج والرغبة الاجتماعية ومجموعات الاستجابة وبناء الصلاحية، عند وضعهم لمقاييس السَمات الخاصة بهم. تم أيضًا التساؤل حول الفائدة العملية لمقاييس سمات الشخصية في تنبؤ السلوك. حتى عندما أجريت دراسات المراقبة، وُجدت بعض التحيّزات (وهي، أن السمات في عين ناظرها).[2][4][5]
3. نوع التقييم السلوكي وإجراءات العلاج التي أصبحت شائعة في ذلك الوقت: ركّزت هذه العلاجات وأساليب التقييم السلوكي على التأثيرات الظرفية على السلوك، عوضًا عن سمات الشخصية.[6]
4. الثّبات: السلوك ليس ثابتًا عبر المواقف، ويمكن أن يُعزى أي ثبات سلوكي إلى تناسق الموقف، وليس الشخص. تساءل الوضعيّون عما إذا كانت سمات الشخصية موجودة عندما تكون السلوكيات غير متناسقة عبر المواقف؛ إذن، لماذا هدر الوقت في دراسة حالة لا صحة له؟[2]

بناءً على النقاط المذكورة أعلاه، جادل الوضعيّون بأن القدرة التنبؤية لسمات الشخصية ضعيفة للغاية. ادّعى معارضو نهج سمات الشخصية بأن فكرة السمات الشخصية معيبة في الأساس وأن هذا السلوك سوف يُفهم بشكل أوضح من خلال عمليات التكييف والتعلم.

## الاستجابات
عبر الوقت، شكّل علماء نفس الشخصية ردًّا على انتقادات ميشيل. وفقًا لفوندر، اعتبر تحليل ميشيل قصيرًا جدًا (16 صفحة فقط)، وبالتالي لم يكن شاملاً لأدب الشخصية المتاح في ذلك الوقت. بالنظر لمراجعة عادلة للأدب، قد تكون إمكانية التنبؤ بالسلوك من خلال السمات أكبر مما افترض الباحثون سابقًا.
من الممكن أن تزداد طرق البحث المطورة من القدرة على التنبؤ. شُكّل الجدل الوضعي بناءً على الدراسات البحثية التي أجريت في البيئات المختبرية، وبالتالي لم تعكس السلوك في الحياة الواقعية. عند دراسة السلوك ضمن بيئة أكثر طبيعية، فمن المحتمل أن تؤثر الشخصية على السلوك. وفقًا لألبورت، فإن الشخصية ستكون أكثر عِرضة لإظهار تأثيرات أكثر وضوحّا في مواقف حقيقية هامة ومؤثرة بالنسبة للفرد القائمة عليه التجربة.
يمكن أيضًا أن تتأثر القدرة على التنبؤ بناءً على المواد المُراد قياسها، وقد يكون بعضًا من السلوك أكثر تناسقًا من غيره. على سبيل المثال، من المرجح أن تكون نسبة إيماءات الشخص أو حجم صوته أكثر تناسقًا أثناء المواقف من السلوكيات الموجهة لهدف معين، مثل عندما يحاول شخص ما التأثير على شخص آخر.
قد يكون الأمر بشكل وسطي، بحيث تكون تصرفات الأفراد متناسقة، وبالتالي قد تكون أبحاث الشخصية أكثر ميلًا للتوجهات السلوكية العامة من حالات معينة أخرى. يتضح ذلك عندما يهتم الأشخاص بشخصيات الآخرين، إذ يكونون أكثر اهتمامًا بآلية تصرف الآخرين بشكل عام، وليس في سلوك محدد في وقت محدد.
إن ارتباط 40 ليس صغيراً جدّا، ويمكن أن يُفسّر تباينًا أكثر ما يعتقد معظم الناس. لا يمكن مقارنة معاملات الارتباط الخاصة بالتأثيرات الموجودة في دراسات متغيرات الشخصية بالتأثيرات الموجودة في دراسات المتغيرات الظرفية، لأن طريقتي البحث هاتين لا تستخدمان مقياسًا مشتركًا. بعد تحويل الإحصاءات التي يستخدمها علماء النفس الاجتماعي في تحليل متغيرات الموقف والسلوك إلى ارتباطات متبادلة يستخدمها علماء نفس الشخصية في تحليل متغيرات السّمات والسلوك، وجد فوندر ودانيي جي. أوزر بأن الارتباطات بين المواقف والسلوك موجودة أيضًا في نطاق 30 – 40. بعد عملية التحويل تلك، وُجد أنه حتى الدراسات التي تلقى احترامًا كبيرًا، مثل تلك التي أجراها ستانلي ملغرام حول الطاعة التي تستخدم الصدمات الكهربائية المزيفة لدراسة كيفية تفاعل الناس عندما يُطلب منهم إلحاق الضرر بالآخرين (تجربة ملغرام)، تبيّن أن الارتباطات بين المواقف و السلوك تكون نحو 40. علاوة على ذلك، تُظهر الدراسات الاستقصائية التي تقارن تأثيرات المتغيرات الظرفية على السلوك بأن الارتباط بين الموقف والسلوك موجود أيضًا في نطاق 30 – 40. وجد سيمور إبستاين أنه في حال جُمِعَت تلك السلوكيات مع مرور الوقت، فإن نسبة التناسق الظرفي للسلوكيات تكون أعلى بكثير. حتى في الدراسات المحكومة للغاية، تكون نسبة التناسق عبر الظرفية حول النطاق 40.
تُعدّ سمات الشخصية هامة لأنها موجودة بالفعل. اكتسب مجال علم نفس الشخصية اهتمامًا عندما قام مساعد ألبورت، هنري أودبرت، بحساب عدد الكلمات المختلفة في معجم اللغة الإنجليزية والتي يمكن استخدامها في وصف الاختلافات بين الشخصيات. حَسَبَ أودبرت 17953 كلمة، ومع هذا العدد الكبير من الكلمات المرتبطة باختلافات سمات الشخصية، اقترح كل من أولبورت وأوديبرت الفرضية المعجمية، أو النظرية القائلة بأن السّمات تٌعتبر جزءًا هامًا من كيفية تفكير الناس وتواصلهم مع بعضهم البعض، وإلّا فلن تُعتبر جزءًا من اللغة. ما زال خلق الكلمات التي تجعل الناس أكثر حساسية للاختلافات بين الأفراد وتشكيلها قائمًا حتى اليوم.